# Waspik

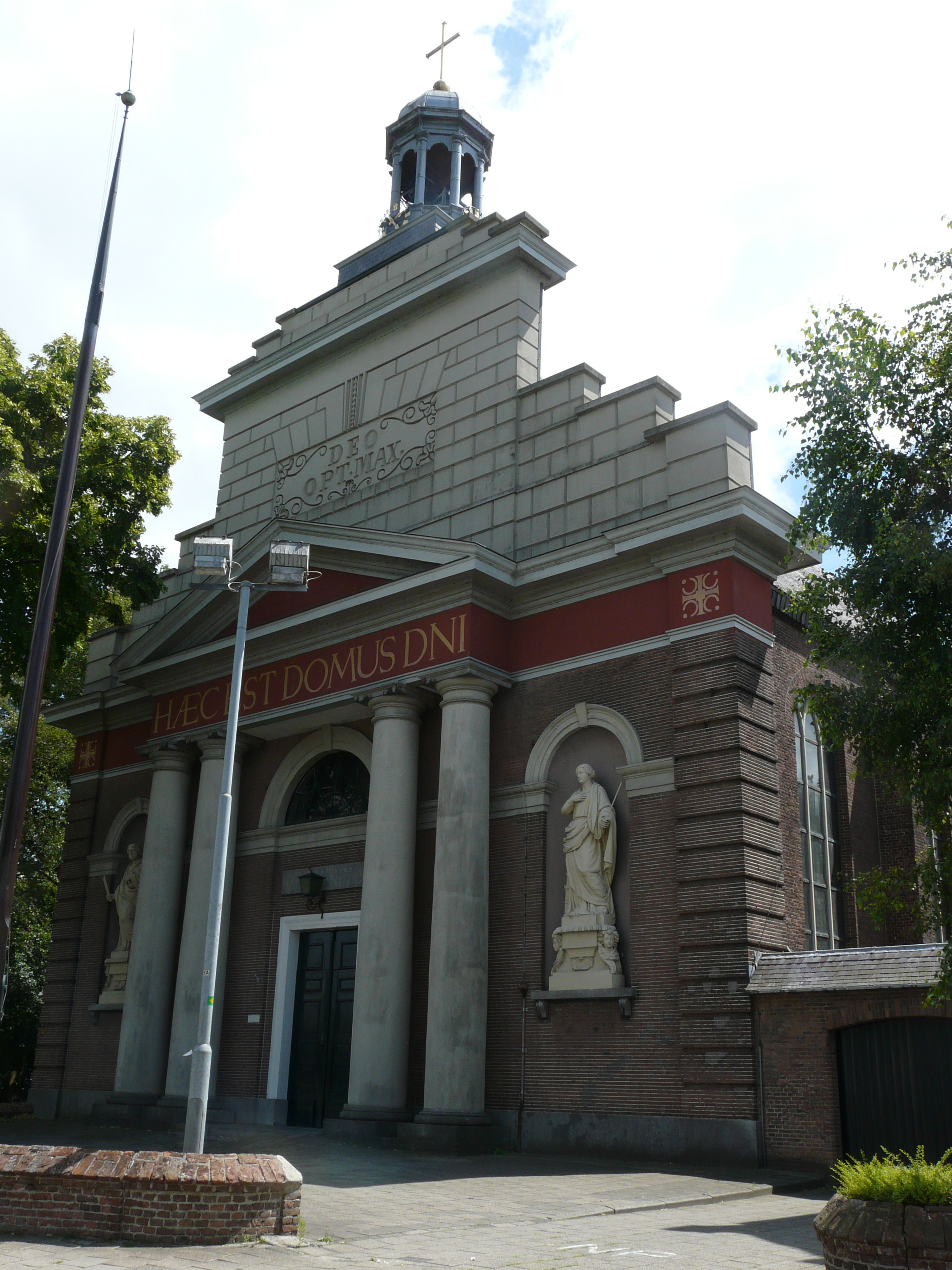
Sint-Bartholomeus- en Barbarakerk

Waspik (Brabants: Waspek, vroeger: Waespijck) is een dorp en voormalige gemeente in de Nederlandse provincie Noord-Brabant. In 1997 werd Waspik een deel van de gemeente Waalwijk.

## Ligging en nabijgelegen kernen
Waspik ligt tussen Raamsdonk en Capelle. Dichtstbijzijnde grote plaatsen zijn Oosterhout en Waalwijk.

## Naam
De naam Waspik komt van Waes, wat moerassig land betekent, en pik, wat een vooruitstekend stuk land betekent. 
De gemeente Waspik bestond uit de kernen Waspik-Boven en Waspik-Beneden (plaatselijk bekend als respectievelijk "Boven" en "De Straat"), waarbij de scheiding bepaald werd door de voormalige Langstraatspoorlijn.

## Geschiedenis

### Middeleeuwen
De dorpen Waspik, Raamsdonk en Capelle ontstonden omstreeks de 12e en 13e eeuw. Ze waren gelegen op een zandrug die door moerassig gebied liep: De Langstraat. In 1257 werd Waspic, samen met Capelle, voor het eerst schriftelijk genoemd. Er was toen sprake van een schenking door ene ridder Walterus, die het tiendrecht van Waspich en Capella aan de Abdij van Sint-Truiden afstond. Waspik behoorde bij het Baljuwschap Zuid-Holland van het Graafschap Holland. In 1331 was reeds sprake van twee, door de Graaf van Holland uitgegeven ambachten, en wel Neder-Waspik en Over-Waspik. In het moerassige land was de turfwinning een belangrijke bestaansbron. Door de Sint-Elisabethsvloed van 1421 werd de Grote Waard, waar Waspik toe behoorde, vernietigd. Ook het kerkje van Waspik verdween. De huidige Achterste Dijk is een behouden restant van de dijk die het toen gedeeltelijk begeven heeft. Enige tijd na de vloed werd Waspik gebouwd op een iets zuidelijker gelegen plaats, en ook de kerk werd herbouwd. De turfwinning werd weer ter hand genomen en de turfschuiten brachten de turf naar Holland.
De reeds woedende Hoekse en Kabeljauwse twisten bezorgden ook Waspik veel onrust en ellende. Daarnaast trachtte Dordrecht de dorpen in De Langstraat ten eigen nutte te overheersen, onder meer door accijns op bier en turf te heffen. Ook werd men verplicht de turf via Dordrecht te verhandelen. Toen Waspik weigerde aan het turfaccijns te voldoen, werden inwoners weggevoerd en in het gevang gebracht. De bevolking nam door dit alles af en in 1514 telde Waspik slechts 400 inwoners, van wie een derde deel armlastig was. Pas in 1546 werd van het Dordtse marktrecht geen melding meer gemaakt.

### Tachtigjarige Oorlog
Al spoedig volgden de troebelen van de Tachtigjarige Oorlog. Omdat Geertruidenberg reeds in 1573 door de Prinsgezinden werd ingenomen kwam Waspik in het oorlogsgebied te liggen. Jochem Berthoutse trad als onderhandelaar tussen beide partijen op, maar werd daarbij eenmaal gegijzeld. In 1583 verschansten zich Spaanse troepen, die de bevolking bestalen en uiteindelijk tot vluchten noopten, dieper Holland in. In 1591 brak muiterij uit onder de Staatse troepen in Geertruidenberg, en werd de stad, na omkoping, aan de Spaanse troepen overgedragen. Daarop begonnen de Staatsen in 1593 met de belegering van Geertruidenberg. Er werden verdedigingswerken opgeworpen en ook nabij Waspik ontstonden schansen en linies, om de Spaanse troepen, onder bevel van Peter Ernst I van Mansfeld, te verhinderen Geertruidenberg te ontzetten. Toen deze niet in zijn plan slaagde, werden in Waspik de huizen in brand gestoken. In 1595 was er een overstroming. Pas met de afkondiging van het Twaalfjarig Bestand in 1609 kwam er rust aan het front. De belastingen aan Holland gingen echter gewoon door, en na 1621 eisten ook de Spaanse troepen weer hun deel. De wisselende krijgskansen en de voortdurende belegeringen en machtsovernames van naburige steden brachten veel troepen op de been. In 1648 kwam aan dit alles een einde.
Bijzonder was de godsdienstige situatie. Vanwege de Reformatie ontstond er op dit gebied een soort gezagsvacuüm, waarbij de zielzorger door de dorpsraad werd aangewezen. Niet eerder dan in 1610 werd een officiële predikant benoemd. Daarvoor neigde de zielszorg lang in de richting van het katholicisme. Waspik bleef, in tegenstelling tot nabijgelegen plaatsen als 's Gravenmoer en Capelle, overwegend katholiek, hoewel er ook veel gereformeerden waren.
In 1672 kwamen echter de Franse troepen, waarop uiteindelijk stadhouder Willem III tienduizenden manschappen in De Langstraat legerde. De terugtrekkende troepen brandschatten 's Gravenmoer. Ten gevolge van de Spaanse Successieoorlog, die begon in 1701 werd een aanval op de Republiek der Nederlanden gevreesd en werd het land onder water gezet.
In 1719 werd het eerste raadhuis tegen de kerk aan gebouwd, omvattende een spreekhuys, secretarye, gang en zolder.

### Bende van de Witte Veer
In de omgeving van Zandschel was een woest gebied waar een aantal goed bewapende lieden samen optrokken. Zij werden de "Bende van de Witte Veer" genoemd. De wapens kwamen van afzwaaiers en deserteurs van vele troepen, en de groep werd aangevuld met zwervers en bedelaars, alsmede buiten de wet gestelde zigeuners of heydens. Al in 1720 waren er klachten over de bende en in 1723 verzocht men om maatregelen tegen de roofzuchtige heydenen bij Capel en Waspick in goede orde gecampeerd en welbewapend. In hetzelfde jaar werd ene Lucretia de Heidinne aangehouden en onder scherpe examinatie (foltering) gaf zij vele details aangaande het netwerk van helers dat de gestolen goederen in bezit nam. Ene Jan de Schoenmaker te Waspik bleek goederen aan te nemen in ruil voor het vervaardigen van schoeisel voor de groep en alwaer zij oock jaerlijks eenigh gelt aan de schout van Capel moeten geven. Deze schout, Adriaan Zijlmans, bleek dus corrupt. Lucretia eindigde aan de galg.
Ondertussen werd in 1725 door het opzetten van een hinderlaag ene Zwarte Johannes gevangengenomen, die eveneens een groot aantal namen bekende. Diverse sleutelfiguren werden gevangengenomen en in 1727 opgehangen. Hiermee kwam een einde aan de bende.

### Franse tijd
Met de aanvang van de Oostenrijkse Successieoorlog (1740) rukten de Fransen weer op, en ook de verdedigingslinies rond Geertruidenberg werden weer in stelling gebracht. Ook werden er weer troepen ingekwartierd. In 1793 kwamen de Fransen niettemin. De bewoners van De Langstraat werkten niet erg mee aan de inundatie om deze tegen te houden. De Fransen trokken zich terug om in 1794 opnieuw te verschijnen. Dit leidde tot een inundatie. Gevolg was dat de Fransen niet verder konden en alweer een last voor de bevolking werden. Toen de wateren in december bevroren (en de Hollandse kanonnen vastvroren), rukten de Fransen op. In 1795 gaf Geertruidenberg zich over en trokken de Fransen Holland binnen. Uiteraard kwam er nu vrijheid van godsdienst. Het nieuw verkozen dorpsbestuur telde een aantal katholieken, terwijl het voordien uit protestanten moest bestaan. Dat gaf nogal wat problemen en uiteindelijk waren er korte tijd twéé gemeentebesturen die elkaar het gezag betwistten.

### Moderne tijd
Iets vóór 1900 werd het inwonertal van 3000 bereikt. In 1911 werd de Bouwvereniging Volksbelang opgericht. In 1969 kwam de Maasroute gereed, die aanvankelijk tweebaans was, later werd deze uitgebreid tot vierbaansweg. Aan de Tweede Wereldoorlog kwam een einde in oktober 1944, toen de Duitse legers zich benoorden de Maas terugtrokken. In 2004 werd een oorlogsmonument geplaatst.
De omgeving van Waspik lag vrij diep in het binnenland, maar had niettemin te lijden van de watersnood van 1953. Er liepen polders onder en de inwoners van de buurtschap 't Vaartje moesten worden geëvacueerd. Als gevolg van de hierna uitgevoerde Deltawerken moest ook de scheepswerf van Waspik, de firma Ruytenberg, naar Raamsdonksveer worden verplaatst, aangezien het Oude Maasje door het wegvallen van de getijdenwerking te weinig diepgang bood. Ten behoeve van de veiligheid werd in 1970 een dam met schutsluis in het Oude Maasje aangelegd, nabij Keizersveer.
Niet alleen de scheepsbouw, ook de leerlooierijen en schoenfabrieken gingen teloor. Eind jaren 90 van de 20e eeuw verdween ook deze industrietak. Nieuwe bedrijven kwamen aan het bedrijventerrein langs de Kerkvaart, ontsloten door de Maasroute.
Omstreeks 1950 vond ten zuiden van Waspik de ruilverkaveling Het Eendenest plaats, waarbij het kleinschalige moerassige landschap ten zuiden van Waspik voor het overgrote deel teloorging om voor grootschalige percelen plaats te maken.

## Bezienswaardigheden
- Hervormde kerk
- Sint-Bartholomeus- en Barbarakerk

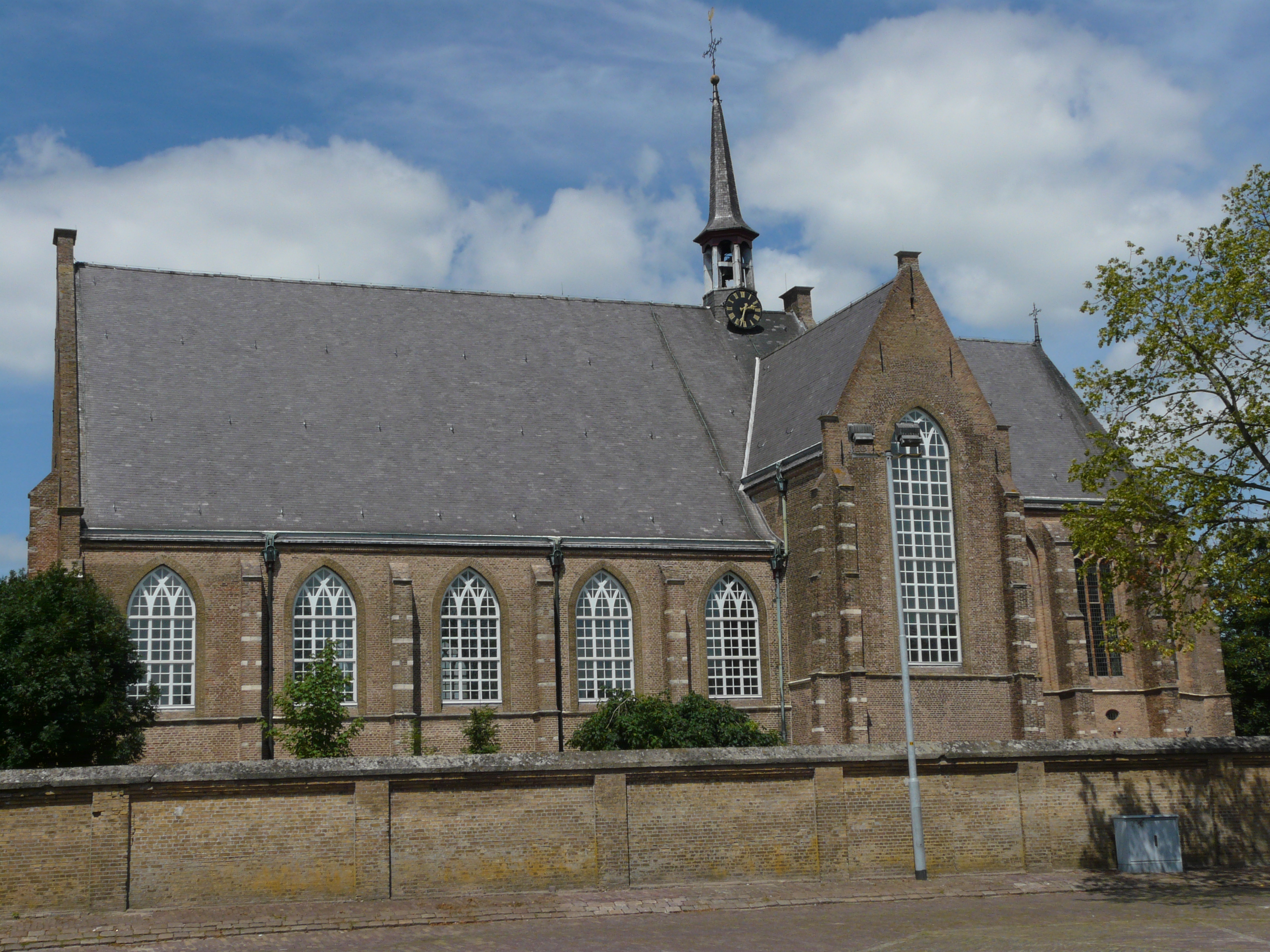
Hervormde kerk

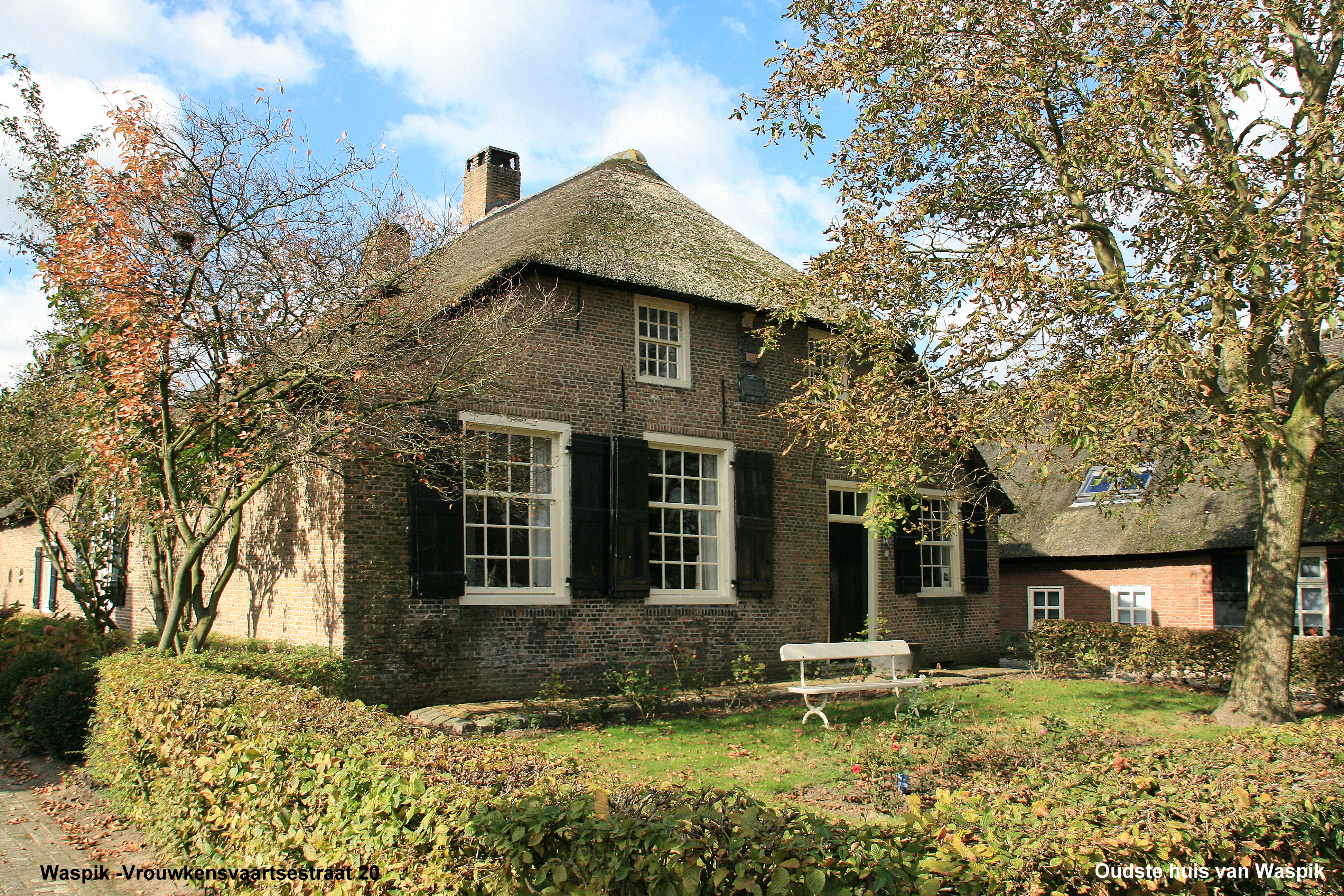
Monumentale boerderij, Vrouwkensvaartsestraat 20

- Voormalig raadhuis, aan de Raadhuisstraat, is een neoclassicistisch pand uit 1875. Ernaast bevindt zich de voormalige burgemeesterswoning.
- Voormalige scheepswerf, aan Scharlo 4, uit 1910
- Voormalige hooiperserij, aan Vaartje 29, met onder meer een oude weegbrug.
- Molenromp De Hoop, uit 1851, aan de Benedenkerkstraat. In 2010 in restauratie.
- Boerderijen, onder meer Vrouwkensvaartsestraat 20, van het Langstraatse type, met jaartal 1609; Vrouwkensvaartsestraat 14, uit omstreeks 1800; Vrouwkensvaartsestraat 28, uit de 18e eeuw; en enkele 19e-eeuwse boerderijen.
- Een aantal monumentale woonhuizen, waarvan sommige met de in De Langstraat veel voorkomende ingezwenkte lijstgevel.

Monumenten
Zie ook:
- Lijst van rijksmonumenten in Waspik
- Lijst van gemeentelijke monumenten in Waspik

## Evenementen
Tijdens de carnavalsdagen is Waspik ook bekend als Maoneblusserslaand. Er zijn veel verschillende carnavalsverenigingen die vaak reeds in september met de voorbereidingen voor de carnavalsoptocht beginnen. Sociaal cultureel centrum Den Bolder organiseert daarnaast maandelijkse activiteiten en evenementen.

## Economie
Waspik leefde vanouds, behalve van de landbouw, ook van de turfwinning en het turftransport naar Holland. Bovendien speelden de leerlooierij en de scheepsbouw een rol. Deze activiteiten zijn goeddeels verdwenen. Nu ligt er ten noorden van Waspik, aan de Kerkvaart, een bedrijventerrein.

## Natuur en landschap
Ten zuidwesten van Waspik ligt het natuurgebied Westelijke Langstraat.
Tussen Waspik en Waspik-Zuid ligt De Vest, een natuurontwikkelingsgebied waar ook een retranchement was gelegen dat deels is gereconstrueerd.
Ten noorden van Waspik ligt het Oude Maasje. De Overdiepse Polder ligt tussen het Oude Maasje en de in 1904 gereedgekomen Bergsche Maas in. Van het Oude Maasje loopt het riviertje de Kerkvaart naar Waspik. Er is een bedrijventerrein en een ligplaats voor pleziervaartuigen. Door Waspik loopt het Zuiderafwateringskanaal.
Ten oosten van Waspik ligt de straat 't Vaartje die deel uitmaakt van De Langstraat. Hier staan de huizen aan de zuidzijde. Deze zijn beschut door betonnen muurtjes die vroeger dienstdeden als waterkering. In het midden van 't Vaartje, waar enkele huizen aan de noordzijde staan, heeft een wiel gelegen.

## Voorzieningen
Voorzieningen in Waspik zijn onder andere:
- Twee supermarkten en diverse andere winkels
- Enkele eetgelegenheden en cafés
- Bibliotheek
- Sociaal Cultureel Centrum Den Bolder
- Jachthaven

## Sportverenigingen
Badminton:
- B.C. Vitesse

Handbal:
- Witte ster'75

Tafeltennis:
- Tafeltennisvereniging Den Bolder

Tennis:
- Waesbeeck

Turnen:
- Alianza

Voetbal:
- VV Waspik
- The White Boys

Volleybal:
- VC Atak'55

Schaken:
- Het Wasbord

## Verkeer en vervoer
Waspik is bereikbaar via de A59. Met het openbaar vervoer is Waspik te bereiken met streekbus 174 van Arriva (Made - Wijk en Aalburg).

## Geboren in Waspik
- Jan Schoenmakers (1807-1883), missionaris in de VS[3]
- Jan Aelen (1854-1929), missionaris in India
- Adriaan Langerwerf (1876-1935), missionaris in Nieuw-Zeeland
- Jantje Koopmans (1924–2013), zanger
- Jan den Rooijen (1946), voetballer
- Tom Smits (1953), voetballer